# Rough Trade (American Dad!)
Rough Trade (рус. Сделка по-взрослому) — семнадцатая серия первого сезона мультсериала «Американский папаша». Премьера серии была 8 января 2006 года.

## Сюжет
Крепко повздорив с Роджером за завтраком, Стэн едет на работу, где его ждут крупные неприятности. На следующий день их спор снова разгорается и в итоге они решают на некоторое время поменяться ролями, чтобы почувствовать, каково это — быть в шкуре другого человека (похожий спор имел место между матерью и дочкой в фильме «Чумовая пятница»).
Но то, что казалось им на первый взгляд таким лёгким, оказалось не так просто: у Роджера не всё получается на работе и в отношениях с семьёй, а Стэн попадает под домашний арест за вождение в нетрезвом состоянии и впадает в депрессию. Франсин начинает раздражать такое положение вещей и обстановка начинает накаляться. Роджер, желающий выиграть для семьи путёвку на Гавайи, в итоге оказывается обманут своим напарником Филиппом и проигрывает конкурс продаж.
Линда, увидевшая у Франсин синяк под глазом, решает, что её ударил Стэн и вызывает полицию. Стэну предъявляют обвинения в домашнем насилии (хотя на самом деле Франсин ударил раздражённый после бессонной ночи Роджер), жестоком обращении с животными (в подвале была найдена целая стая обезьян, которых взяла Хэйли по поручению Группы по правам животных) и детской порнографии (Роджер, желая помочь Стиву завести отношения с одноклассницей, предложил сделать пару откровенных фотографий). Когда обо всём этом узнает Стэн, он приходит в ярость и обещает убить Роджера, но его задерживают полицейскими, которые приезжают на вызов Линды.
Роджер, навещая Стэна тюрьме, признает своё поражение в споре. Вместе они разрабатывают план и сваливают все обвинения со Стэна на Филиппа, к тому же у Филиппа при обыске находится нацистская символика. И хотя она не является запрещенной в США, офицер приказывает арестовать Филиппа, вспоминая наставления своего отца, жертвы Холокоста.